# Nattenheimer Barriere
Nattenheimer Barriere ist ein Weiler und Industriegebiet der Ortsgemeinde Fließem im Eifelkreis Bitburg-Prüm in Rheinland-Pfalz. Besser bekannt ist der Weiler unter dem Namen „Kommunaler Wirtschaftspark A 60 – Fließem“.

## Geographische Lage
Nattenheimer Barriere liegt rund 2,5 km südlich des Hauptortes Fließem auf einer Hochebene. Der Weiler ist fast ausschließlich von landwirtschaftlichen Nutzflächen umgeben. Es gibt nur wenig Waldbestand westlich des Weilers. Am östlichen Ende von Nattenheimer Barriere fließt ein Ausläufer des Horschelter-Graben. Die Ansiedlung befindet sich direkt an der Bundesautobahn 60 mit der Abfahrt Fließem.

## Geschichte

### Meilensteine
Im Bereich Nattenheimer Barriere befanden sich einst zwei römische Meilensteine, die bei Bauarbeiten im Jahre 1823 entdeckt wurden. Der erste Stein wurde 121 n. Chr. unter Hadrian gesetzt und weist eine Höhe von 1,67 m, einen Durchmesser von 0,46 m und eine Buchstabenhöhe von 7,00 cm auf. Der zweite Meilenstein wurde unter Antoninus Pius gesetzt und weist eine Höhe von 1,65 m auf. Beide Meilensteine bestehen aus einem quadratischen Sockel und münden in einen Zylinder, an dessen oberen Ende die Buchstaben und Zahlen eingemeißelt wurden.

### Umgangstempel
Das Areal des Weilers war schon früh besiedelt, was durch den Fund eines gallo-römischen Umgangstempels belegt werden konnte. Dieser befand sich am westlichen Ende von Nattenheimer Barriere im Bereich der heutigen Bundesstraße 51. Die Reste des Tempels wurden 1875 entdeckt.

### Poststation und Funde
Der heutige Weiler war im 18. Jahrhundert der Standort einer Poststation. Diese lag an der Strecke der heutigen Landesstraße 32 in Richtung Staffelstein, wo sich die nächste Poststation befand.
Im Jahre 1908 wurden auf der heutigen Gemarkung mehrere tierische Versteinerungen entdeckt.

### Industriegebiet Fließem
Nattenheimer Barriere ging in neuerer Zeit aus einem Wohnplatz hervor und wurde aufgrund der strategisch günstigen Lage zu einem bedeutenden Wirtschaftsstandort. Heute ist der Weiler fast ausschließlich industriell geprägt und trägt den Namen „Kommunaler Wirtschaftspark A 60 – Fließem“. Gegründet wurde der entsprechende Zweckverband im Jahre 1998.

## Kultur und Sehenswürdigkeiten

### Bildstock
Im nicht-industriell genutzten Teil des Weilers befindet sich unmittelbar an der B 51 ein Bildstock. Er entstand zum Ende des 19. Jahrhunderts und besteht aus einem Sockel sowie einer Rundbogennische mit dem Bildnis des Heiligen Matthias. Aufgestellt wurde er an der Route vieler Wallfahrten zur Abtei St. Matthias in Trier.
Siehe auch: Liste der Kulturdenkmäler in Fließem

### „Ufo“
Bekannt geworden ist der Weiler vor allem durch das sogenannte Ufo, welches 1997 erbaut wurde. Hierbei handelt es sich um ein architektonisch hervorstechendes Bauwerk, dessen Dach mit einem Durchmesser von 26 m die Form eines Ufos aufweist. Es handelt sich allerdings nicht um ein historisches Gebäude. Genutzt wird es als Prüfstelle für Kraftfahrzeuge. Das außergewöhnliche Aussehen des Gebäudes soll den zukunftsweisenden Standort betonen. Das Gebäude wird seit einiger Zeit in verschiedenen Farben beleuchtet und hat sich zu einer bedeutenden Attraktion im Eifelkreis Bitburg-Prüm entwickelt.

### Naherholung
Vorbei an Nattenheimer Barriere führt ein rund 21,3 km langer Rundwanderweg von Fließem nach Malbergweich, Malberg, Kyllburg, Etteldorf, Wilsecker und zurück. Highlights am Weg sind mehrere Kirchengebäude sowie das Barockschloss Malberg.

## Wirtschaft und Infrastruktur

### Unternehmen
Im Weiler sind insgesamt 14 Unternehmen ansässig. Eine Übersicht derer findet sich auf der Homepage des Zweckverbandes.

### Verkehr
Es existiert eine regelmäßige Busverbindung.
Nattenheimer Barriere ist durch die Landesstraße 32 sowie durch mehrere Gemeindestraßen erschlossen und liegt direkt östlich der B 51 sowie südlich der A 60.